# Economia de Canoas

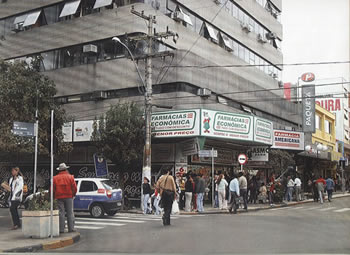
A rua XV de Janeiro, no centro de Canoas, é um dos locais de comércio mais movimentados da cidade.

A economia de Canoas é muito desenvolvida, possuindo o segundo maior PIB do estado do Rio Grande do Sul: mais de 16 bilhões de reais. A economia da cidade é forte principalmente devido a presença de grandes nomes da indústria mundial e brasileira, como a Petrobrás e a Repsol, instalados no município. O comércio é aquecido pelo grande fluxo de pessoas em locais como o centro da cidade e os shoppings. 
A base econômica de Canoas está distribuida da seguinte forma: 
- Indústria: 68.4% - Matéria prima: 4%
- Comércio: 23.4%
- Serviços: 8.2%

## Série histórica
|                         | 1999          | 2000          | 2001          | 2002          | 2003          | 2004          | 2005          | 2006          | 2007           | 2008           | 2009           |
| ----------------------- | ------------- | ------------- | ------------- | ------------- | ------------- | ------------- | ------------- | ------------- | -------------- | -------------- | -------------- |
| PIB                     | 3.930.905.000 | 4.841.352.000 | 5.872.728.000 | 5.952.951.000 | 7.342.940.000 | 8.674.003.000 | 8.868.100.000 | 9.596.231.000 | 10.763.588.000 | 14.783.276.000 | 16.444.476.000 |
| População               | 302.172       | 306.093       | 308.507       | 310.414       | 312.230       | 314.044       | 315.867       | 317.586       | 319.306        | 320.878        | 322.373        |
| PIB Per Capta           | 13.143        | 15.694        | 18.790        | 18.798        | 22.887        | 26.690        | 26.940        | 28.790        | 32.971         | 44.811         | 49.523         |
| Arrecadação de Impostos | 553.567.000   | 620.144.000   | 1.174.786.000 | 929.971.000   | 1.214.935.000 | 1.800.520.000 | 1.266.540.000 | 1.347.946.000 | 1.347.086.000  | 1.899.566.000  | 2.151.056.000  |

## Comércio
O comércio do município conta com cerca de 5,5 mil estabelecimentos comerciais, com ampla variedade e grande participação no mercado da Região Metropolitana. Atualmente, o segmento é responsável por quase 24% das receitas canoenses. 

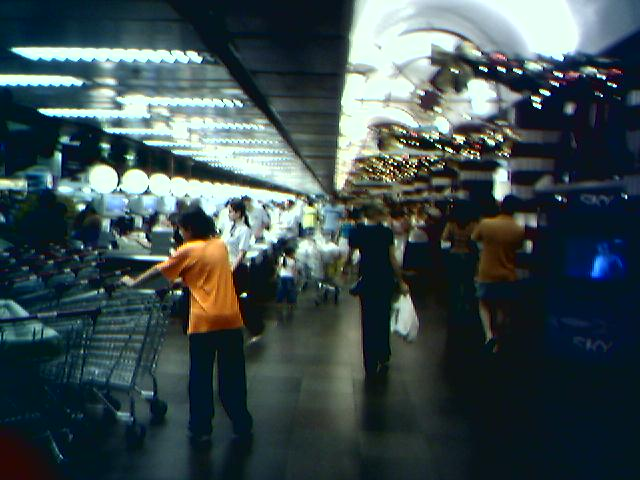
Zaffari Bourbon, um dos maiores estabelecimentos comerciais de Canoas.

A cidade abriga diversos centros comerciais, como o Conjunto Comercial Canoas (CCC), um dos mais importantes do município, que acabou sendo locado e transformado improvisadamente em sede da Administração Municipal, lá estando os gabinetes do Prefeito, do Vice-Prefeito e de diversas Secretarias Municipais. Comercialmente, apenas o piso térreo abriga algumas lojas. 
Existem ainda o Canoas Shopping (o maior da cidade), o Shopping Via Porcello, o Calçadão da Rua Tiradentes que, por decreto municipal, foi transformado em "camelódromo". No município também encontram os supermercados Zaffari Bourbon, Carrefour, Big, Nacional e outros de menor expressão. Nos bairros da cidade o comércio também é intenso, principalmente em grandes bairros afastados do centro, como o Guajuviras, mas nesses locais ele é voltado quase que exclusivamente para as necessidades da população local. 
No âmbito do intercâmbio comercial, exporta óleo de soja, máquinas, implementos agrícolas, condicionadores de ar e interruptores elétricos. Além disso, o município importa grãos de soja e trigo, chapas e barras de ferro.

## Indústria
O parque industrial de Canoas é um dos maiores e mais importantes do Estado. Pequenas, médias e grandes empresas fabricam no município os mais variados produtos, desde máquinas pesadas até os mais delicados instrumentos cirúrgicos. 
Entre as indústrias e empresas localizadas na cidade estão: IKRO, Iriel (adquirida recentemente pelo Grupo Siemens), Perdigão, AGCO, Midea Carrier, Pavioli, e a Refinaria Alberto Pasqualini (Petrobras e Repsol YPF). A REFAP contribui diretamente para o alto PIB do município.